# Ögedei-Khanat
Das Ögedei-Khanat (auch Ögedei-Ulus) war ein nach dem Mongolenkhan Ögedei (ca. 1185–1241) benanntes Herrschaftsgebiet in Zentralasien. Neben dem Kyptschak-Khanat (Goldene Horde), dem Tschagatai-Khanat und dem Ilchanat war es eines der sogenannten Vier großen Mongolen-Khanate.
Das Ögedei-Khanat wurde 1309 zwischen den Nachbarn aufgeteilt, ein Großteil kam zum Tschagatai-Khanat.

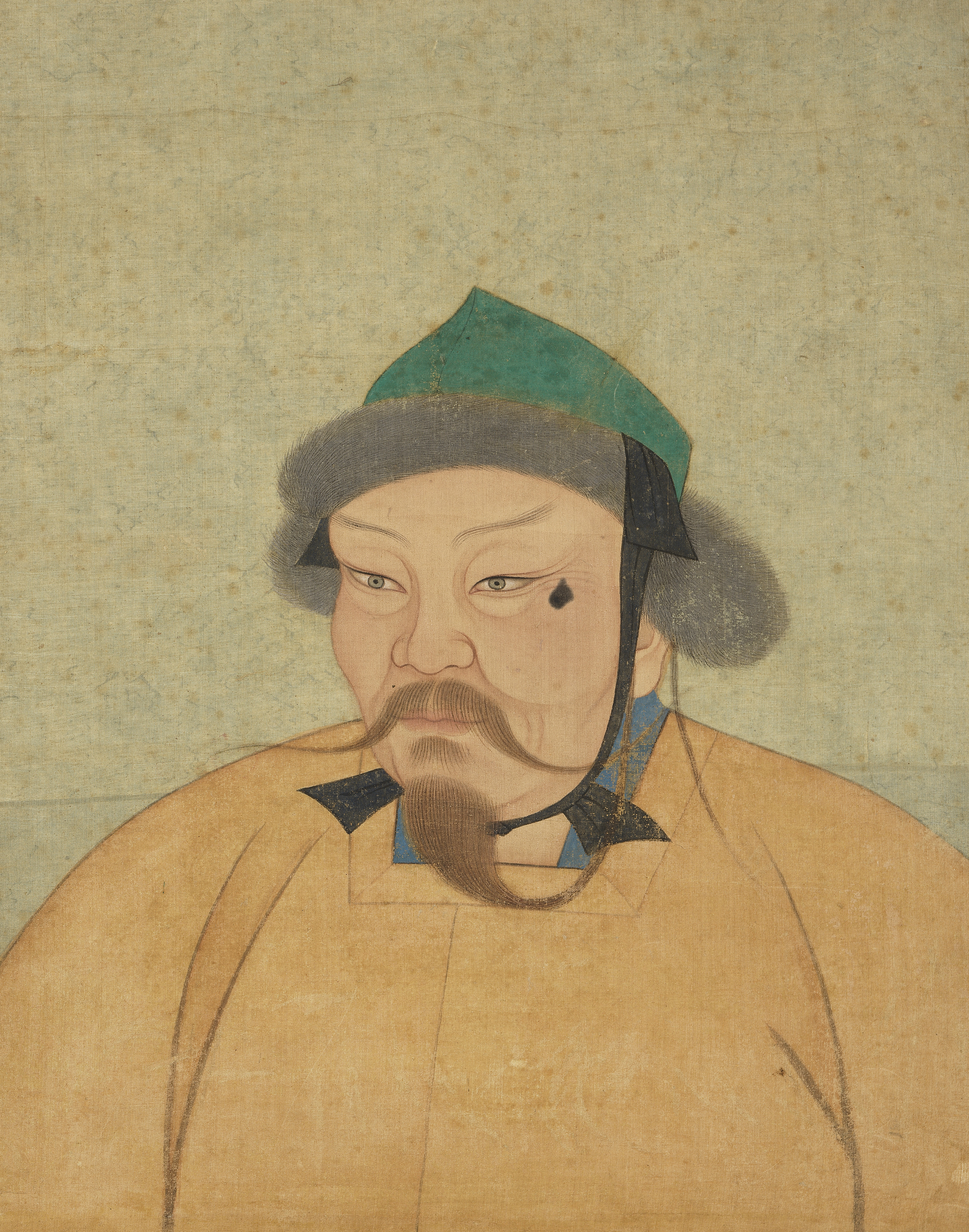
Ögedei

## Zeitdauer und Ausdehnung
Ögedei war der drittälteste Sohn von Dschingis Khan (1162–1227) und wurde von ihm zu seinem Nachfolger als Großkhan bestimmt. Die anderen Söhne Dschingis Khans mit seiner Hauptfrau Börte waren Dschötschi, Tschagatei und Tolui.
Das Khanat war das Herrschaftsgebiet von Ögedeis Nachkommen, z. B. seines Sohnes Güyük (1206–1248) und bestand von 1225 bis 1309. Anderen, auch chinesischen Angaben zufolge bestand es von 1229 bis 1309 bzw. 1310, dem 3. Jahr der Zhìdà-Ära des Kaisers Wŭzōng (Külüq Khan) der Yuan-Dynastie.
Sein Kernland lag zwischen Altai und Balchaschsee im Einzugsgebiet des Schwarzen Irtysch (d. h. des Oberlaufs des Irtysch; chin.Ertix He) sowie des in den Alakol-See mündenden Flusses Emin He (Imil, Yemili, Urzhar). Seine Hauptstadt war Yemili (bzw. Imil, im heutigen Kreis Emin bzw. Dorbiljin). 
Historisch gesehen umfasste es das ursprüngliche Gebiet der mongolischen Naimanen am Altai und einen großen Teil des Gebiets der Kara Kitai (Xi Liao, d. h. Westliche Liao; 1128–1218) im Gebiet des Schwarzen Irtysch westlich vom Balchaschsee.

## Geschichte

### Güyük und Ogul Qaimisch
Ursprünglich galt Ögedeis dritter Sohn Köchü als Thronfolger, aber der starb 1236 auf einem Feldzug in China und dessen Sohn Schiremün (Schiramun) war noch zu jung. Also wurde Ögedeis ältester Sohn Güyük, nach einem kurzen Schwanken zwischen ihm und seinem jüngeren Bruder Godan (Göden), als neuer Großkhan eingesetzt (1246). Gleichzeitig erbte er die Herrschaft des Ögedei-Khanats, aber Godan wurde das Gebiet westlich des Gelben Flusses, in der heutigen Provinz Gansu, überlassen.
Als Güyük 1248 starb und mit Möngke (1208–1259) ein Sohn Toluis neuer Großkhan wurde, stellte sich ein Teil der Prinzen gegen Möngke. Insbesondere erhoben die Prinzen Qocha und Naqu (Güyüks Söhne) mit Hilfe ihrer Mutter Ogul Qaimish Thronansprüche, und ebenso der Prinz Schiremün (Schiramun), ein anderer Enkel Ögedeis. Möngke vernichtete die Opposition, indem er die Prinzen verbannte, ihre Ratgeber und Truppenführer hinrichten ließ und ihre Gefolgsleute unter anderen Prinzen aufteilte. Ogul Qaimish wurde hingerichtet.
Möngke Khan belohnte aber auch Prinzen, die sich als loyal erwiesen hatten. Insbesondere hatten sich Godan und seine Söhne frühzeitig an Möngkes Seite gestellt. Weiterhin belehnte Möngke Ögedeis Söhne und Enkel Kadan, Meliq, Qaidu (1235–1301), Totaq und andere mit verschiedenen Gebieten in den China als Westliche Gebiete bezeichneten Regionen.

### Qaidu
Nach Möngkes Tod († 1259) wurde die Frage der Großkhans-Würde in einem Bruderkrieg zwischen Arigkbugha († 1266) und Kubilai (1215–1294), zwei Söhnen Toluis (des vierten Sohnes von Dschingis Khan), entschieden.
Der Bruderkrieg änderte die Machtverhältnisse im Stammland des Hauses Ögedei dahingehend, dass sich dort Ögedeis Enkel Qaidu, ein Anhänger Arigkbughas, durchsetzen konnte. Kubilai versuchte zwar 1268 mit dem Prinzen Hoqu, einem Sohn Güyüks einen rivalisierenden Khan einzusetzen, aber Hoqu rebellierte 1274/5 gegen den Großkhan und kooperierte anschließend mit Qaidu.
Bald nach dem Tod des Khans Alghu (Algui o. ä.) aus dem Haus Tschagatais (um 1265) griff Qaidu das Gebiet des Tschagatai-Khanats an und besetzte das Ili-Tal und Kaschgar. Die folgenden militärischen Auseinandersetzungen endeten 1269 in einer Art Vergleich. Zu dem Zweck versammelten sich die drei herrschaftlichen Linien Ögedei, Tschagatai und Dschötschi in einer Reichsversammlung am Fluss Talas, der (vermutlichen neuen) Grenze zwischen den Streifgebieten der drei Herrscherhäuser. Sie legten die gegenseitigen Grenzen, die Verwaltung der mittelasiatischen Städte und die Verteilung ihrer Einkünfte fest.
Vermutlich schlossen Qaidu und der Tschagatai-Khan Boraq auch eine Übereinkunft gegen die beiden Khanate aus dem Haus Toluis, d. h. den Großkhan Kubilai (1271: Yuan-Dynastie) und das Ilchanat, denn als Boraq 1269 den Ilchan Abaqa angriff, hatte er Truppen Qaidus auf seiner Seite, die ihn allerdings noch vor der Schlacht von Herat (1270) wieder verrieten. Nach Boraqs Niederlage und bald darauf folgendem Tod  ordneten sich die meisten Prinzen und Emire des Hauses Tschagatai Qaidu unter, mit dem Ergebnis, dass Qaidu praktisch der Herrscher sowohl des Ögedei-Khanats als auch des Tschagatai-Khanats war. Es brauchte jedoch noch die Einsetzung des Prinzen Duwa (Du'a, † 1307, Sohn Boraqs) zum neuen Khan des Hauses Tschagatai, dass Qaidu hier zuverlässige Verbündete gewann.
Sein Herrschaftsgebiet erstreckte sich vom Fluss Irtysch südwärts bis zum Tianshan-Gebirge und über Kaschgar bis Turfan.
Ab Mitte der 80er Jahre griff Qaidu wiederholt die Grenzen Yuan-Chinas, des Herrschaftsgebiets Kubilais und seines Nachfolgers Temür (reg. 1294–1307), an. Es gibt aber auch deutliche Indizien, dass die Initiative zu dem Konflikt zumindest zeitweise von den Yuan ausging. Zunächst vermochte Qaidu aus der Unzufriedenheit hochrangiger Prinzen (Nayan, Melik Temür und Yomuqur, Ulus Buqa u. a.) im unmittelbaren Machtbereich Kubilais politisches Kapital zu schlagen, die mit dessen prochinesischer Politik unzufrieden waren oder von Kubilais Clan von der Macht verdrängt wurden. Längerfristig geriet er aber unter starken Druck, musste Duwa zu Hilfe holen und konnte sich nur mit dessen Hilfe in mehreren Schlachten um 1300/01 behaupten. Qaidu starb bei der Rückkehr von seinem letzten Feldzug an einer Verwundung.

### Das Ende
Qaidus Erbe wurde sein Sohn Chapar, der sich aber (laut Raschid ed Din) mit einigen Prinzen auseinandersetzen musste und dabei den Thron der Unterstützung Duwas verdankte. Um 1303 einigten sich Duwa und Chapar mit den Yuan und beendeten damit vorübergehend die innermongolischen Kriege. Zwischen ihren beiden Häusern kam es aber bald zu einem undurchsichtigen Machtkampf, den Duwa für sich entscheiden konnte, nicht zuletzt indem er die Yuan auf seine Seite zog, welche Chapar überraschend am Altai angriffen. Chapar und die anderen Prinzen des Hauses Ögedei (Yangichar, Orus, Schah, Tökme, u. v. a.) mussten sich Duwa unterordnen, der aber bald darauf starb (1306/07). Die Prinzen versuchten nun die Thronstreitigkeiten im Haus Tschagatei auszunutzen und überschritten den Ili, wurden aber 1309 im Raum Almalyq von Kebek geschlagen und flohen nach China.
Chapar unterwarf sich den Yuan, bekam eine Apanage in China und einen Prinzentitel, der anschließend an seinen Sohn und seinen Enkel fiel. Das Ögedei-Khanat wurde 1309 zwischen den Nachbarn aufgeteilt: Teile gingen an das Reich der Yuan-Dynastie und der Großteil an das Tschagatai-Khanat. 
Im weiteren Verlauf des 14. Jahrhunderts tauchten immer wieder verschiedentlich Nachkommen Ögedeis als glücklose Thronanwärter oder Nominalherrscher auf.

## Herrscher
| Name            | Zeit          | sonstiges                                                                                    |
| --------------- | ------------- | -------------------------------------------------------------------------------------------- |
| Ögedei (Ögödei) | ca. 1225–1241 | dritter Sohn Dschingis Khans, 2. Großkhan des Mongolischen Reiches                           |
| Töregene        | 1241–1246     | Witwe Ögedeis, Regentin, Mutter von Güyük, Goden und drei weiteren Söhnen                    |
| Güyük           | 1246–1248     | ältester Sohn Ögedeis und 3. Großkhan des Mongolischen Reiches                               |
| Ogul Qaimish    | 1248–1251     | Witwe von Güyük, Regentin, wurde nach Thronbesteigung Möngke Khans hingerichtet              |
| Kadan (Qadan)   | (inoffiziell) | sechster Sohn Ögedeis, einer der Truppenführer, die 1236–41 Europa angriffen (Mongolensturm) |
| Qaidu (Kaidu)   | ca. 1264–1301 | Enkel Ögedeis, rebellierte gegen Kubilai Khan, war Seniorpartner des Tschagatai-Khans Duwa   |
| Hoqu            | 1268          | Sohn Güyüks, von Kubilai Khan 1268 in Opposition zu Qaidu eingesetzt                         |
| Chapar          | 1301–1309/10  | ältester Sohn und Nachfolger von Qaidu, floh 1310 nach China                                 |
| Yangichar       | 1307          | Sohn Qaidus, von dem Tschagatai-Khan Duwa 1307 in Opposition zu Chapar eingesetzt            |

## Historische Quellen
Raschīd ad-Dīn (persisch), Yuanshi (Geschichte der Mongolen-Dynastie; chinesisch), Geheime Geschichte der Mongolen (mongolisch), Dschuwaini (persisch)